# Norbertshöhe
De Norbertshöhe of Norbertssattel is een 1461 m.ü.A. hoge bergpas in de Oostenrijkse deelstaat Tirol en vormt een verbinding tussen Nauders (1394 m.ü.A.), dat reeds gelegen is tussen de passen Finstermünzpas en Reschenpas aan respectievelijk de noord- en zuidzijde, en het dorpje Martina (Duits: Martinsbruck, 1035 m.ü.A.) in het Engadin in de Zwitserse gemeente Tschlin. Over de Norberthöhe loopt de Martinsbrucker Straße (B185).
Arlberg · Bielerhöhe · Brenner · Fern · Flexen · Gerlos · Großglockner · Hahntennjoch · Katschberg · Kühtai · Pfitscherjoch · Plöcken · Radstädter Tauern · Reschen · Seefeld · Sölk · Staller Sattel · Timmelsjoch · Triebener Tauern · Turracherhöhe · Zeinis